# 大橋リナ
大橋 リナ（おおはし リナ、1993年4月8日 - ）は、日本のギャルファッションモデル。本名、大橋リナバネッサ。A-Lightに所属していた。

## 略歴
父親が日本人で母親がコロンビア人。3歳までコロンビアで生活。
2009年、渋谷でスカウトされ『egg』の読者モデルとなる。
2012年、『JELLY』の専属モデルとなる。

## 人物
- 同じ事務所で『egg』や『JELLY』でも共働した今井華と仲が良い[5][6]。
- KANDYTOWNのIO[7]と2017年に結婚[8]。同年10月14日に第1子男児[9]、2019年に第2子女児を出産した[10]。

## 出演

### 雑誌
- egg（2009年10月号 - 2012年） - 読者モデル[3]
- JELLY（2012年11月号 - 2016年12月号） - 専属モデル[4][11]

### テレビ
- 仮面ライダーフォーゼ（2011年10月2日 - 10月16日、テレビ朝日）[12]
- ウィルトゥギャザー（2011年7月2日 - 、テレビ神奈川）[13]
- ウーマン・オン・ザ・プラネット（2014年9月27日 - 12月27日、日本テレビ）

### パチンコ
- CRラブ嬢プラス〜今夜も、ご延長の方はいかがなさいますか?〜（2013年、平和）[14]